# Andesita

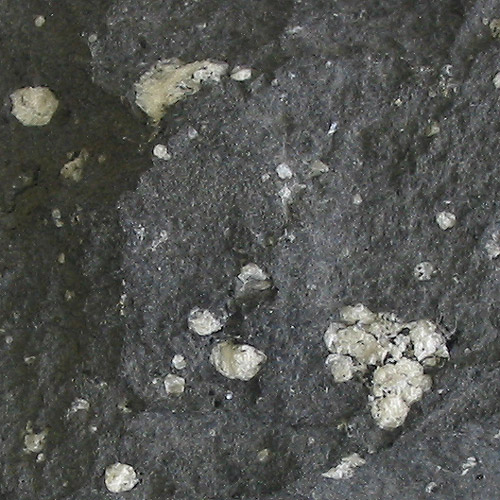
Un ejemplo de andesita con vesículas amigdaloides rellenas con zeolita.

La andesita es una roca ígnea volcánica de composición intermedia. Su composición mineral comprende generalmente plagioclasa y varios minerales ferromagnésicos como piroxeno, biotita y hornblenda. También puede haber cantidades menores de sanidina y cuarzo. Los minerales más grandes como la plagioclasa suelen ser visibles a simple vista mientras que la matriz suele estar compuesta de granos minerales finos o vidrio. El magma andesítico es el magma más rico en agua aunque al erupcionar se pierde esta agua como vapor. Si el magma andesítico cristaliza en profundidad se forma el equivalente plutónico de la andesita que es la diorita. En este caso el agua pasa a formar parte de anfíboles, mineral que es escaso en la andesita.
Tras el basalto, la andesita es la roca volcánica más común de la Tierra. El nombre andesita deriva de su ocurrencia en Andes aunque yace a lo largo del Cinturón de Fuego del Pacífico y en otras localidades como Trondheim en Noruega y en Islandia, así como las formaciones del Cabo de Gata, en Almería, España. Junto con el basalto es una de las rocas más comunes de la corteza de Marte.
La palabra andesita fue usada por primera vez en 1836 por Leopold von Buch para referirse a «traquitas» andinas que en vez de contener sanidina y hornblenda poseían albita y hornblenda.

## Mineralogía y química
Las andesitas se pueden clasificar en tres tipos: las dacitas, las andesitas con hornblenda y biotita, y las andesitas con piroxeno. Las dacitas son andesitas con cuarzo y a veces no son consideradas andesitas si no una familia aparte. Las andesitas con piroxeno son las más comunes de todas. Son más oscuras, densas y máficas que las otras variedades. Mineralógicamente se denomina andesita basáltica a aquellas andesitas que poseen minerales ferromagnésicos típicos del basalto, como el olivino, pero poseen feldespatos con composiciones químicas típicas de las andesitas. La Unión Internacional de Ciencias Geológicas recomienda la clasificación de las andesitas basálticas a través de su química en el diagrama TAS.
Una composición química típica de las andesitas expresada en porcentaje de masa de óxidos es:
| SiO2  | TiO2 | Al2O3 | Fe2O3 | FeO  | MnO  | MgO  | CaO  | Na2O | K2O  | P2O5 |
| ----- | ---- | ----- | ----- | ---- | ---- | ---- | ---- | ---- | ---- | ---- |
| 58,70 | 0,88 | 17,24 | 3,31  | 4,09 | 0,14 | 3,37 | 6,88 | 3,53 | 1,64 | 0,21 |

Los números son promedios de 2600 análisis de andesitas.